# Russula pallescens
Russula pallescens är en svampart som tillhör divisionen basidiesvampar, och som beskrevs av Petter Adolf Karsten. Russula pallescens ingår i släktet kremlor, och familjen kremlor och riskor. Arten är reproducerande i Sverige.